# Duboisia myoporoides
Duboisia myoporoides (en anglès: Corkwood) és una espècie de planta arbustiva o arbòria solanàcia. És planta nativa de les selves plujoses de l'est d'Austràlia. Té l'escorça gruixuda i com de suro.
Fa uns fruits globosos no comestibles.
A Espanya aquesta espècie es troba dins la llista de plantes de venda regulada.

## Usos
De les seves fulles s'extreuen alcaloides usats en farmàcia, però la planta és verinosa. Entre els seus alcaloides es troba la hioscina (escopolamina) que es fa servir per diversos trastorns i pels efectes secundaris del tractament contra el càncer.

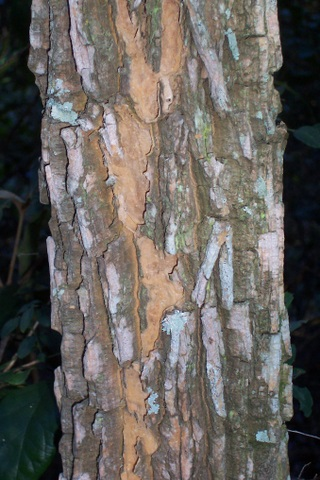
Escorça de Duboisia myoporoides al Wyrrabalong National Park, Austràlia